# Вішеу
Вішеу (рум. Râul Vișeu) — річка в Румунії, у повіті Марамуреш. Ліва притока Тиси (басейн Чорного моря).

## Опис
Довжина річки 77 км, висота витоку над рівнем моря — 1409  м, висота гирла над рівнем моря — 330  м, середьорічні витрати води у гирлі — 33,9  м³/с, найкоротша відстань між витоком і гирлом — 54,42  км, коефіцієнт звивистості річки — 1,42 .

## Розташування
Бере початок у місті Борша біля вершини П'єтрос гірського масиву Родна. Тече переважно на північний захід і у селі Вишівська Долина впадає у річку Тису, ліву притоку Дунаю.
Притоки від витоку до гирла: Репеде (рум. Repede), Рєтросу (рум. Pietrosu) (ліві); Чісла (рум. Cisla), Васер (рум. Vaser), Рускова (рум. Ruscova) (праві).
Основні населені пункти вздовж берегової смуги від витоку до гирла: Мойсей, Вишово-Вижнє, Вішеу-ле-Міжлок, Вишово-Нижнє, Леордіна, Рускова, Вишівська Красна, Петрова.

## Цікавий факт
- У селі Бістра річку перетинає автошлях DJ185.[1]